# Enigmail
Enigmail (zusammengesetzt aus den Wörtern Enigma und E-Mail) ist eine Erweiterung für Mozilla Thunderbird und die MailNews-Komponente von SeaMonkey zum Signieren und Verschlüsseln elektronischer Nachrichten und angehängter Dateien unter Benutzung des OpenPGP-Standards. Es fügt sich nahtlos in die grafische Oberfläche dieser Programme ein.
Die kryptografischen Funktionen (verschlüsseln, entschlüsseln, signieren und verifizieren) werden nicht von dem Modul selbst ausgeführt, sondern im Hintergrund an die Software GnuPG übergeben. GnuPG muss auf dem System ebenfalls installiert sein. Neben den von GnuPG ausgeführten Operationen kann Enigmail auch selbst einige OpenPGP-Funktionen ausführen, wie beispielsweise das Suchen nach fehlenden Schlüsseln. Enigmail unterstützt sowohl PGP/INLINE (nach RFC 2440) als auch PGP/MIME (nach RFC 3156).
Neben OpenPGP existiert noch ein weiterer Standard zum Signieren bzw. Verschlüsseln von E-Mails, nämlich S/MIME. Hierfür bietet Mozilla bereits native Unterstützung an, sodass Thunderbird keine zusätzlichen Erweiterungen benötigt.
Im September 2015 gaben Patrick Brunschwig (Projektleiter von Enigmail) und Volker Birk (Chefentwickler von p≡p) bekannt, dass Enigmail und die Schweizer "p≡p" (Pretty Easy privacy)-Stiftung an einem gemeinsamen Projekt mit Namen "Enigmail/p≡p" arbeiten. Ziele von "Enigmail/p≡p" sollen das (voll)automatische Verschlüsseln von E-Mails ohne Nutzereingriff bei gleichzeitiger Kompatibilität zu OpenPGP und S/MIME sowie eine einfache Integration in bestehende Infrastruktur wie Thunderbird sein.
Enigmail 1.9 erschien im Februar 2016. Neben zahlreichen Fehlerkorrekturen (Bugfixes) werden Nachrichten nun standardmäßig in PGP/MIME-Codierung gesendet. GnuPG 2.1 wird standardmäßig verwendet; GnuPG 1.4.x wird nicht mehr unterstützt. In dieser Version wurden auch „Protected Headers“ eingeführt; das Feature ist allerdings noch standardmäßig deaktiviert.
Am 8. Oktober 2019 gaben die Entwickler von Thunderbird bekannt, dass die Verschlüsselungs- und Signierfunktionen mit OpenPGP, die bislang von der Erweiterung bereitgestellt wurden, voraussichtlich bis zum Sommer 2020 direkt in Thunderbird integriert werden. Patrick Brunschwig habe seine Hilfe bei der Implementierung angeboten. Hintergrund dieses Schrittes sei, dass mit Erscheinen der Version 78 von Thunderbird die bisherigen Erweiterungen nicht mehr kompatibel sein werden. Enigmail wird somit durch native Unterstützung von dessen Funktionalität abgelöst. Dies ist in Version 78.2.1 erfolgt.

## Sicherheitslücken
Mitte August 2014 wurde ein Bug in Enigmail 1.7.0 entdeckt, durch den eine Nachricht unverschlüsselt gesendet wurde, falls alle Empfänger im BCC stehen. Dieser wurde durch das Release 1.7.2 behoben.
Enigmail war bis Version 2.0.4 anfällig für Efail, wodurch mit aktivierten HTML-E-Mails und dem Nachladen externer Inhalte unter Umständen der entschlüsselte Text an einen Angreifer gesendet werden konnte.